# Antônio Lucci
Antônio Lucci, foi um frei franciscano italiano que nasceu no ano de 1681 em Agnone, foi ordenado bispo em 1705 para a diocese de Bovino (Foggia), morreu na diocese no ano de 1752. O Papa João Paulo II em 1989, aprovou a sua beatificação.

## Biografia
Seu nome de batismo era Angelo Nicola Lucci e nasceu no 2 de agosto de 1682 em Agnone, filho do sapateiro e latoeiro Francesco Lucci e de sua esposa, Angela Paolantonio.
Frequentou a escola local administrada pelos franciscanos e mais tarde se juntou a eles em 1698. Lucci fez a profissão solene em 1698 com o nome religioso de "Antônio" (em homenagem a Santo Antônio de Pádua. Ele completou seus estudos para o sacerdócio em Assis, onde foi ordenado em 1705. 
Junto com seu amigo, Francisco Antônio Fasani estudou retórica e estudos filosóficos em Venagro e Alvito, bem como em Aversa, antes de fazer estudos teológicos em Agnone. Estudos posteriores levaram a um doutorado em estudos teológicos e a nomeações como professor em Agnone, bem como na escola franciscana de Ravello (de 1709 a 1712) e na escola franciscana de San Lorenzo em Nápoles (de 1713 a 1718). Ele também serviu como guardião do convento de Nápoles .
Lucci foi eleito Ministro provincial em 1718 e ocupou esse cargo até 1719; em 1719 foi nomeado professor da Pontifícia Universidade de São Boaventura de Roma, onde permaneceu até sua nomeação para o episcopado. Em 1725, recebeu instruções do Papa Bento XIII para escrever contra o Jansenismo. Corria o boato de que Bento XIII o nomearia cardeal, mas isso não aconteceu: o papa decidiu nomeá-lo em 1729 como bispo de Bovino e explicou sobre a nomeação: "Escolhi como bispo de Bovino um eminente teólogo e um grande santo". O próprio Bento XIII conferiu consagração episcopal a Lucci na Basílica de São Pedro.
Lucci tinha fama de ser reservado, mas seu episcopado foi marcado por visitas frequentes às paróquias locais na diocese, bem como uma renovação da aplicação do Evangelho entre os fiéis; dedicou sua renda episcopal a obras de educação e organizou aulas de catequese para crianças e pobres. Ele também consertou igrejas e impôs disciplina aos sacerdotes que se entregavam a vaidades enquanto também visitava eremitas para garantir que o magistério fosse mantido nesses lugares de eremitério. 
O Ministro geral de sua ordem solicitou que escrevesse um relato hagiográfico em 1740 e, portanto, escreveu um livro importante sobre os santos e beatos franciscanos nos primeiros dois séculos. Dom Antônio Lucci morreu de febre alta em meados de 1752 e seus restos mortais foram enterrados na Catedral de Bovino.

## Beatificação
A causa começou com o Papa Clemente XIII no dia 5 de dezembro de 1764 e Lucci recebeu o título de Servo de Deus, o Papa Pio IX confirmou que Antônio Lucci viveu uma vida modelo de virtude heroica e o nomeou Venerável o dia 13 de junho de 1847.
O processo informativo para o milagre necessário para a beatificação durou de 1779 até 1780 e foi validado em Roma pela Congregação para os Ritos no dia 10 de setembro de 1782, antes que uma junta médica se reunisse e aprovasse este milagre dois séculos depois em 3 de fevereiro de 1988. Teólogos aprovaram o milagre no dia 7 de julho de 1988, assim como a Congregação para as Causas dos Santos em 8 de novembro de 1988. O Papa João Paulo II aprovou este milagre no dia 28 de novembro de 1988 e beatificou Lucci em 18 de junho de 1989 na Praça de São Pedro, Vaticano. .